# Wang Jue
Wang Jue (王珏; Wang Jue), född 17 oktober 1995 i Peking i Kina, är en kinesisk schackspelare som är stormästare för damer (WGM).
Hon blev asiatisk mästare i blixtschack för damer 2013 och har också tävlat i Världsmästerskapet i schack för damer.

## Schackkarriär
Wang vann Världsmästerskapet i schack för unga 2005 i gruppen flickor under 10 år.
Wang Hue har deltagit flera gånger i Kinesiska mästerskapet för damer från och med år 2010, nämligen 2010, 2011, 2012, 2013, 2015, 2016 och 2017.
Bäst resultat har hon nått 2011 och 2017: 2011 slutade hon på en delad tredjeplats tillsammans med Tan Zhongyi. 2017 blev Wang Jue silvermedaljör efter Tingjie Lei som fick 9/11 poäng. Wang Jue samlade 8,5/11 liksom Tan Zhongyi, men hade bättre särskiljning. Hon fick 7 vinster, 3 remier och 1 förlust. Förlusten kom mot den slutliga segraren, Tingjie Lei.
2015 var hon medlem i det kinesiska lag, tillsammans med Yu Yangyi, Lu Shanglei och Wang Chen, som vann den femte upplagan av Vladimir Dvorkovich Cup, en lagtävling för juniorer som hölls i Moskva. Wang Jue resultat på fjorton partier blev 11 vinster, 2 remier och 1 förlust, dvs. 85,7 vinstprocent.
Wang Jue har med framgång flera gånger deltagit i Asiatiska mästerskapet I blixtschack för damer. 2012 blev hon delad etta tillsammans med Zhao Xue och Tan Zhongyi. Wang blev silvermedaljör efter tie break, där Zhao Xue korades till guldmedaljör. 2013 vann hon turneringen, med den perfekta poängen 9/9. Hon vann turneringen med hela två matchpoäng före blivande världsmästarinnan Tan Zhongyi . 2015 blev hon återigen delad etta, men fick bronsmedalj efter tie break. Zhu Chen tilldelades guldmedaljen.
Wang Jue deltog i Världsmästerskapet i schack för damer 2015, men blev där utslagen redan i första ronden av den franska stormästarinnan Marie Sebag med ½-1½ i matchpoäng.

## Spelstil
Som vit spelar Wang Hue nästan undantagslöst 1.e4 och har gott om partier i Spanskt parti, Caro-Kann och Fransk öppning. Som svart har hon företrädesvis spelat Siciliansk öppning, men också Kungsindiskt. Hon hade 2018 följande rating-tal: 2377 i klassisk schack, 2398 i snabbschack och 2373 i blixtschack. Hennes högsta rating har varit 2401.